# Ние, жените
Ние, жените (на испански: Nosotras las mujeres) е мексиканска теленовела, създадена от Салвадор Харамийо, режисирана от Хулио Кастийо и продуцирана от Ирене Сабидо за Телевиса през 1981-1982 г.
В главните роли са Силвия Дербес, Беатрис Шеридан, Марта Рот, Соня Фурио и Анита Бланч.

## Актьори
- Силвия Дербес – Алма
- Беатрис Шеридан – Една
- Марта Рот – Моника
- Соня Фурио – Ивон
- Анита Бланч – Беатрис
- Фернандо Лараняга – Мануел
- Едуардо Нориега – Агустин
- Мария Рохо – Ана
- Клаудио Обрегон – Луис Марино
- Серхио Хименес – Макс
- Кета Лават – Аида
- Адриана Пара – Естела
- Лурдес Канале – Мария
- Алехандро Тамайо – Фелипе
- Пабло Ферел – Емилио
- Алберто Инсуа – Антонио
- Мария Фернанда Айенса – Алисия
- Естебан Силер – Саломон
- Магда Родригес – Малена
- Исмаел Агилар – Марио
- Мира Сааведра – Елисабет
- Ребека Рамбал – Марсела
- Хилберто Хил – Мигел
- Херардо Пас – Едуардо
- Патрисия Рентерия – Роса
- Хосе Луис Падия – Рамон
- Ерик дел Кастийо – Мануел
- Хавиер Марк – Максимилиано
- Енрике Ортис – Ернесто
- Клаудия Гусман – Елиса

## Премиера
Премиерата на Ние, жените е на 30 ноември 1981 г. г. по Canal 2, като последният епизод е излъчен на 5 март 1982 г.